# Morti nel 2010/Dicembre
| Questa pagina contiene informazioni ricavate automaticamente dalle voci biografiche con l'ausilio del template Bio e di un bot. L'aggiornamento è periodico e automatico e ricostruisce completamente la pagina. Se manca una persona in questa lista, sei pregato di non aggiungerla, ma accertati piuttosto che la sua voce biografica contenga il template Bio e che i dati anagrafici siano correttamente compilati. Se il template Bio manca, inseriscilo tu stesso o, in alternativa, metti l'avviso {{tmp\|Bio}} che ne segnala la mancanza. Se i dati riportati sono sbagliati, correggi direttamente la voce biografica; le modifiche saranno visibili in questa lista entro pochi giorni. Per chiarimenti vedi il progetto biografie. La lista contiene solo le 167 persone che sono citate nell'enciclopedia e per le quali è stato implementato correttamente il template Bio. Pagina aggiornata al 26 lug 2025. |

- 1º dicembre - Adriaan Blaauw, astronomo olandese (n. 1914)
- 1º dicembre - Thorwald Dethlefsen, psicoterapeuta, filosofo e scrittore tedesco (n. 1946)
- 1º dicembre - Paolo Signorelli, politico italiano (n. 1934)
- 2 dicembre - Michele Giordano, cardinale e arcivescovo cattolico italiano (n. 1930)
- 2 dicembre - José Sério, calciatore portoghese (n. 1922)
- 3 dicembre - Robert M. Kingdon, storico statunitense (n. 1927)
- 3 dicembre - Guido Lopez, scrittore e giornalista italiano (n. 1924)
- 3 dicembre - Rumen Pejčev, cestista e allenatore di pallacanestro bulgaro (n. 1951)
- 3 dicembre - José Ramos Delgado, calciatore e allenatore di calcio argentino (n. 1935)
- 3 dicembre - Ron Santo, giocatore di baseball statunitense (n. 1940)
- 3 dicembre - Skip Young, wrestler statunitense (n. 1951)
- 4 dicembre - Roger Boury, calciatore francese (n. 1925)
- 4 dicembre - Lia Dorana, cabarettista, cantante e attrice olandese (n. 1918)
- 4 dicembre - Vittorio Grevi, giurista e editorialista italiano (n. 1942)
- 4 dicembre - Alfeo Grignani, arbitro di calcio italiano (n. 1924)
- 4 dicembre - King Curtis Iaukea, wrestler statunitense (n. 1937)
- 4 dicembre - George Nelmark, cestista statunitense (n. 1917)
- 5 dicembre - Albano Albanese, ostacolista e altista italiano (n. 1921)
- 5 dicembre - Audrey Campbell, cestista canadese (n. 1932)
- 5 dicembre - Zakkula Govindarajulu, statistico indiano (n. 1933)
- 5 dicembre - Andrzej Kleeberg, militare e aviatore polacco (n. 1920)
- 5 dicembre - Ladislav Krnáč, allenatore di pallacanestro e giornalista slovacco (n. 1927)
- 5 dicembre - John Leslie, attore pornografico e regista statunitense (n. 1945)
- 5 dicembre - Don Meredith, giocatore di football americano statunitense (n. 1938)
- 5 dicembre - Bruno Rasia, regista, pittore e sceneggiatore italiano (n. 1926)
- 5 dicembre - Virgílio Teixeira, attore portoghese (n. 1917)
- 5 dicembre - Mike Wyatt, allenatore di football americano statunitense (n. 1955)
- 6 dicembre - Tewhida Ben Sheikh, ginecologa tunisina (n. 1909)
- 6 dicembre - Hugues Cuénod, tenore svizzero (n. 1902)
- 6 dicembre - René Hauss, allenatore di calcio francese (n. 1927)
- 6 dicembre - Sergiu Luca, violinista e insegnante statunitense (n. 1943)
- 6 dicembre - James T. Lynn, politico statunitense (n. 1927)
- 6 dicembre - Imre Mathesz, calciatore ungherese (n. 1937)
- 7 dicembre - Rino Di Fraia, calciatore italiano (n. 1932)
- 7 dicembre - Elizabeth Edwards, avvocato e politica statunitense (n. 1949)
- 7 dicembre - Gus Mercurio, pugile e attore statunitense (n. 1928)
- 7 dicembre - Kari Tapio, cantante finlandese (n. 1945)
- 7 dicembre - Federico Vairo, calciatore argentino (n. 1930)
- 8 dicembre - Poul Andersen, calciatore danese (n. 1928)
- 8 dicembre - Gino Burcovich, cestista, arbitro di pallacanestro e dirigente sportivo italiano (n. 1929)
- 9 dicembre - Rodolfo Ayup, cestista messicano (n. 1926)
- 9 dicembre - Bruna Dradi, partigiana italiana (n. 1927)
- 9 dicembre - Chuck Jordan, designer statunitense (n. 1927)
- 9 dicembre - Alexander Kerst, attore e doppiatore austriaco (n. 1924)
- 9 dicembre - James Moody, sassofonista e flautista statunitense (n. 1925)
- 9 dicembre - John Eleuthère du Pont, filantropo e criminale statunitense (n. 1938)
- 9 dicembre - Fausto Sarli, stilista italiano (n. 1927)
- 9 dicembre - Thorvald Strömberg, canoista finlandese (n. 1931)
- 9 dicembre - Boris Tiščenko, compositore e pianista russo (n. 1939)
- 10 dicembre - Filadelfio Basile, politico italiano (n. 1957)
- 10 dicembre - Marcel Domingo, calciatore e allenatore di calcio francese (n. 1924)
- 10 dicembre - Ernst Engelberg, storico tedesco (n. 1909)
- 10 dicembre - John Bennett Fenn, chimico statunitense (n. 1917)
- 10 dicembre - Norm Gratton, hockeista su ghiaccio canadese (n. 1950)
- 10 dicembre - Dino Mele, attore italiano (n. 1943)
- 10 dicembre - John Rousakis, politico statunitense (n. 1929)
- 10 dicembre - Jacques Swaters, pilota di Formula 1 belga (n. 1926)
- 11 dicembre - Roberto Benvenuti, politico italiano (n. 1945)
- 11 dicembre - Michel Grandjean, pattinatore artistico su ghiaccio svizzero (n. 1931)
- 11 dicembre - Ronnie McMahon, cavaliere irlandese (n. 1942)
- 11 dicembre - Pietro Montresori, politico italiano (n. 1935)
- 11 dicembre - Peter Risi, calciatore svizzero (n. 1950)
- 12 dicembre - Kevin Carlson, cantante, polistrumentista e compositore statunitense (n. 1957)
- 12 dicembre - Jan De Valck, ciclista su strada belga (n. 1929)
- 12 dicembre - Salverino De Vito, politico italiano (n. 1926)
- 12 dicembre - Dan Kurzman, giornalista e scrittore statunitense (n. 1922)
- 12 dicembre - Timothée Malendoma, politico centrafricano (n. 1935)
- 12 dicembre - Silvano Simeon, discobolo italiano (n. 1945)
- 12 dicembre - Tom Walkinshaw, pilota automobilistico e dirigente sportivo britannico (n. 1946)
- 12 dicembre - Hansi Wendler, attrice tedesca (n. 1912)
- 13 dicembre - Richard Holbrooke, diplomatico statunitense (n. 1941)
- 13 dicembre - Enrique Morente, cantante spagnolo (n. 1942)
- 13 dicembre - Remmy Ongala, chitarrista e cantante della Repubblica Democratica del Congo (n. 1947)
- 13 dicembre - Ferenc Rákosi, calciatore ungherese (n. 1920)
- 13 dicembre - Takeshi Watabe, doppiatore e attore giapponese (n. 1936)
- 14 dicembre - Robyn Mason Dawes, psicologo e saggista statunitense (n. 1936)
- 14 dicembre - António Feliciano, allenatore di calcio e calciatore portoghese (n. 1922)
- 14 dicembre - Neva Patterson, attrice statunitense (n. 1920)
- 14 dicembre - Pascal Rakotomavo, politico malgascio (n. 1934)
- 15 dicembre - Peter O. Chotjewitz, scrittore, traduttore e avvocato tedesco (n. 1934)
- 15 dicembre - Blake Edwards, regista, sceneggiatore e produttore cinematografico statunitense (n. 1922)
- 15 dicembre - Bob Feller, giocatore di baseball statunitense (n. 1918)
- 15 dicembre - Raymond Massol, pallanuotista francese (n. 1927)
- 15 dicembre - Jean Rollin, regista cinematografico, sceneggiatore e attore francese (n. 1938)
- 15 dicembre - Angelo Saponara, fotografo italiano (n. 1934)
- 15 dicembre - Shemaryahu Talmon, biblista polacco (n. 1920)
- 15 dicembre - Prigioniero X, agente segreto israeliano (n. 1976)
- 16 dicembre - Kazimir Hnatow, calciatore francese (n. 1929)
- 16 dicembre - Ramadan Abdel Mansour, serial killer egiziano (n. 1980)
- 16 dicembre - Renzo Villa, editore, conduttore televisivo e autore televisivo italiano (n. 1941)
- 16 dicembre - Mengistu Worku, allenatore di calcio e calciatore etiope (n. 1940)
- 17 dicembre - Captain Beefheart, cantautore, polistrumentista e pittore statunitense (n. 1941)
- 17 dicembre - Ralph Coates, calciatore inglese (n. 1946)
- 17 dicembre - Walt Dropo, giocatore di baseball, cestista e giocatore di football americano statunitense (n. 1923)
- 17 dicembre - Dick Gibson, pilota automobilistico britannico (n. 1918)
- 17 dicembre - Rashed bin Isa Al Khalifa, nobile bahreinita
- 17 dicembre - Anton Kunz, pallanuotista austriaco (n. 1915)
- 17 dicembre - Michail Umanskij, scacchista russo (n. 1952)
- 18 dicembre - Baccio Baccetti, zoologo italiano (n. 1931)
- 18 dicembre - Max Jammer, fisico e docente israeliano (n. 1915)
- 18 dicembre - Bob Lavoy, cestista e allenatore di pallacanestro statunitense (n. 1926)
- 18 dicembre - Carlo Longarini, hockeista su ghiaccio canadese (n. 1939)
- 18 dicembre - Tommaso Padoa-Schioppa, economista e banchiere italiano (n. 1940)
- 18 dicembre - Romano Scandariato, regista e sceneggiatore italiano (n. 1938)
- 18 dicembre - Jacqueline Worms de Romilly, filologa classica e scrittrice francese (n. 1913)
- 19 dicembre - Egmont Jenny, politico e giornalista italiano (n. 1924)
- 19 dicembre - Roy Romain, nuotatore britannico (n. 1918)
- 20 dicembre - John Alldis, direttore di coro e direttore d'orchestra inglese (n. 1929)
- 20 dicembre - Steve Landesberg, attore e comico statunitense (n. 1936)
- 20 dicembre - Graziella Lonardi Buontempo, collezionista d'arte e mecenate italiana (n. 1928)
- 20 dicembre - Maurizio Marchesi, giornalista italiano (n. 1947)
- 20 dicembre - Tony Rampino, mafioso statunitense (n. 1939)
- 20 dicembre - Katharina Szelinski-Singer, scultrice tedesca (n. 1918)
- 21 dicembre - Enzo Bearzot, calciatore e allenatore di calcio italiano (n. 1927)
- 21 dicembre - Giovanni Ferrofino, arcivescovo cattolico italiano (n. 1912)
- 21 dicembre - Marcia Lewis, attrice e cantante statunitense (n. 1938)
- 21 dicembre - Håkan Lindberg, pilota automobilistico svedese (n. 1938)
- 21 dicembre - Adrienne Roy, illustratrice statunitense (n. 1953)
- 22 dicembre - Filomena Delli Castelli, politica italiana (n. 1916)
- 22 dicembre - Gianna Galli, soprano italiano (n. 1935)
- 22 dicembre - Vincenzo Mazzei, politico italiano (n. 1913)
- 22 dicembre - Michail Tumanišvili, regista sovietico (n. 1935)
- 23 dicembre - José Antonio Momeñe, ciclista su strada spagnolo (n. 1940)
- 23 dicembre - Teresa Pellati, attrice italiana (n. 1929)
- 23 dicembre - Olga Porumbaru, scultrice, architetta e attrice rumena (n. 1919)
- 23 dicembre - Diego Wolff, pallanuotista argentino (n. 1934)
- 24 dicembre - Giancarlo Forlani, calciatore italiano (n. 1925)
- 24 dicembre - Bruno Meneghello, giurista, matematico e partigiano italiano (n. 1925)
- 24 dicembre - Frans de Munck, calciatore e allenatore di calcio olandese (n. 1922)
- 24 dicembre - Roy Neuberger, imprenditore e mecenate statunitense (n. 1903)
- 24 dicembre - Eino Tamberg, compositore estone (n. 1930)
- 24 dicembre - Ferdinando Truzzi, sindacalista e politico italiano (n. 1909)
- 25 dicembre - Bud Greenspan, produttore cinematografico, regista e sceneggiatore statunitense (n. 1926)
- 25 dicembre - Pedro Oliveiro Guerrero, criminale colombiano (n. 1970)
- 25 dicembre - Carlos Andrés Pérez, politico venezuelano (n. 1922)
- 25 dicembre - Robert Walter, giurista austriaco (n. 1931)
- 26 dicembre - Aldo Berti, attore italiano (n. 1936)
- 26 dicembre - John Bulaitis, arcivescovo cattolico lituano (n. 1933)
- 26 dicembre - Albert Ghiorso, ingegnere statunitense (n. 1915)
- 26 dicembre - Michele Maria Giambelli, vescovo cattolico italiano (n. 1920)
- 26 dicembre - Salvador Jorge Blanco, politico dominicano (n. 1926)
- 26 dicembre - Matthew Lipman, insegnante, scrittore e filosofo statunitense (n. 1923)
- 26 dicembre - Teena Marie, cantautrice statunitense (n. 1956)
- 27 dicembre - Walter Balmer, calciatore svizzero (n. 1948)
- 27 dicembre - Rykle Borger, assiriologo olandese (n. 1929)
- 27 dicembre - Bernard-Pierre Donnadieu, attore francese (n. 1949)
- 27 dicembre - Michelino, cantante e batterista italiano (n. 1937)
- 28 dicembre - Bennie Briscoe, pugile statunitense (n. 1943)
- 28 dicembre - Germano Gambini, cestista e dirigente sportivo italiano (n. 1931)
- 28 dicembre - Zeferino Nandayapa, musicista, compositore e arrangiatore messicano (n. 1931)
- 28 dicembre - Terry Peder Rasmussen, serial killer e militare statunitense (n. 1943)
- 28 dicembre - Hideko Takamine, attrice giapponese (n. 1924)
- 28 dicembre - Billy Taylor, pianista e compositore statunitense (n. 1921)
- 28 dicembre - Agathe von Trapp, cantante e scrittrice austriaca (n. 1913)
- 29 dicembre - Avi Cohen, calciatore e allenatore di calcio israeliano (n. 1956)
- 29 dicembre - Bill Erwin, attore statunitense (n. 1914)
- 29 dicembre - Pavel Kolčin, fondista sovietico (n. 1930)
- 29 dicembre - Silvano Spadaccino, attore, paroliere e cantautore italiano (n. 1933)
- 30 dicembre - Ellis Clarke, politico trinidadiano (n. 1917)
- 30 dicembre - Bobby Farrell, cantante, ballerino e disc jockey olandese (n. 1949)
- 30 dicembre - Malcolm Spence, velocista sudafricano (n. 1937)
- 30 dicembre - Franco Tamponi, violinista e direttore d'orchestra italiano (n. 1925)
- 30 dicembre - Héctor Zerrillo, calciatore argentino (n. 1941)
- 31 dicembre - Davide Bassan, scenografo italiano (n. 1952)
- 31 dicembre - Bruno Concina, fumettista e scrittore italiano (n. 1942)
- 31 dicembre - Raymond Impanis, ciclista su strada e pistard belga (n. 1925)
- 31 dicembre - Per Oscarsson, attore svedese (n. 1927)